# 台湾同化会
台湾同化会（たいわんどうかかい）とは、日本統治時代の台湾において、1914年（大正3年）日本人と台湾人の親睦交際を厚くし、同化をはかることを目的として設立された民間団体である。総裁は板垣退助が務めた。

## 成立

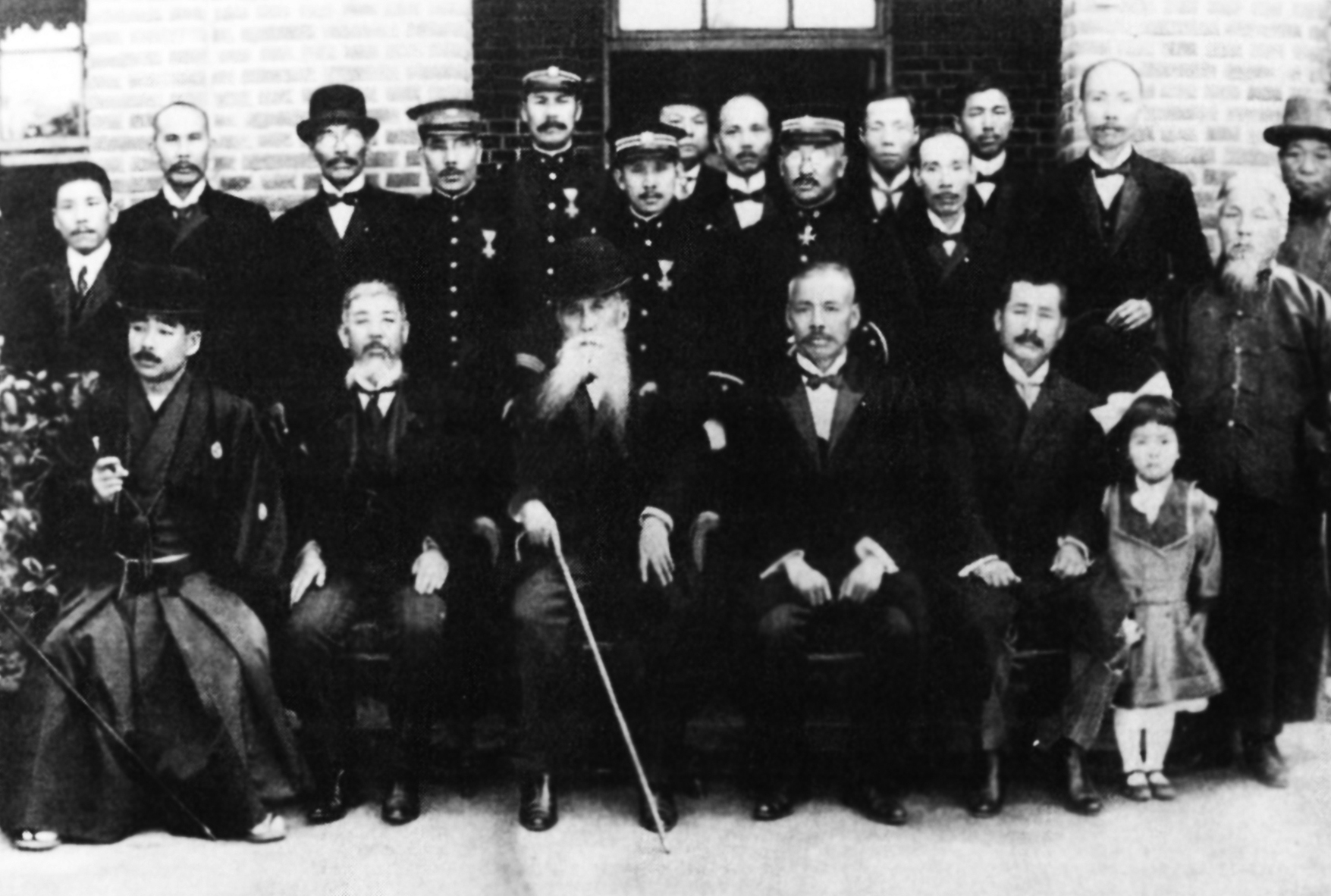
板垣退助、林献堂（後列右から2人目）台湾にて撮影

大正3年（1914年）2月18日、林献堂らの招きによって台湾を訪問した板垣退助は、台北、台南、台中、台北の順に台湾全土を視察し、台湾人の地位向上を目指し「台湾の統治は同化主義をとるべき」と主張した。ここでいう「同化」の意味は異民族を同種の民族に同化し、平等無差別の待遇で台湾人に対応し、島民に日本臣民であることを自覚させ、よって台湾を日本に永続させることを目的とするものであった。この後、板垣は本土へ戻り、政府要人らと会合を開いてこの問題に取り組んだ。さらに同年12月、再度、訪台し12月20日、林献堂、蔡培火、蔡恵如らと台北市で「台湾同化会」の設立大会を開いた。参加者は、500名余りで、その場で板垣を総裁に推挙した。

## 本会の趣旨と台湾総督府による圧迫
本会の趣旨は、台湾人を日本人同様に化育すること、及び台湾人にも日本人同様の権利待遇を与えることを趣旨としていたが、この運動に参加した台湾人の真の目的は、日本への同化よりも、台湾人の待遇改善にあった。しかし、台湾総督府は、この「台湾人にも日本人同様の権利待遇を与えること」を危険視し、同会に対し圧迫を加えた。板垣は追放同然に台湾を去った。大正4年(1915年)1月26日には、台湾総督府は、治安を乱すという理由で同会に対し強制解散を命じた。同化会の活動は、約1ヶ月で終焉した。

## 本会の意義
本会は、日本統治時代下の台湾における政治・社会文化活動での最初の本格的な団体である。矢内原忠雄も、その著書「帝国主義下の台湾」において、「台湾近代的民族運動の端諸」であり「此運動が台湾の政治的発展に対し一転機を画したるは明らか」と評している。また「これに参加したる台中の資産家・林献堂氏を中心として、本島人の民族運動起り、（中略）私立台中中学校設立請願はその第一声であった」とする。
本会以降の台湾人による政治・社会文化活動について

## 評価
今日ではこれが台湾史上初の「台湾議会」発足の提案であり、その後、林献堂らを中心としてそれらが成されたことから、この発足会での板垣退助の演説が、現在も連綿と続く台湾議会(台湾の国会)の起源とされている。